# Michael Esser
Michael Esser (Castrop-Rauxel, 22 november 1987) is een Duits voormalig voetballer die speelde als doelman. Tussen 2008 en 2024 was hij actief voor VfL Bochum, Sturm Graz, Darmstadt 98, Hannover 96, 1899 Hoffenheim, opnieuw Hannover 96 en opnieuw VfL Bochum.

## Clubcarrière
Esser moest lang in zijn carrière wachten tot zijn doorbraak als doelman. Achtereenvolgens was hij actief in de jeugd van Arminia Ickern, VfR Rauxel, VfB Habinghorst, VfL Bochum, SpVgg Erkenschwick, opnieuw VfB Habinghorst, Wacker Obercastrop en SV Sodingen. In 2008 kwam hij voor de tweede maal terecht bij VfL Bochum. Hier was Esser in eerste instantie speler van het tweede elftal, maar op 6 mei 2012 mocht hij debuteren in het hoogste team. Op die dag werd met 2–1 verloren op bezoek bij Erzgebirge Aue. Hij mocht in de basis starten en speelde het gehele duel mee. Bij Bochum kwam hij niet tot veel competitieduels, met als maximum zestien wedstrijden in de jaargang 2014/15. Hierop trok Sturm Graz de sluitpost transfervrij aan. In Oostenrijk kwam de Duitser tot eenenveertig officiële wedstrijden in één seizoen en hierop nam Darmstadt 98 Esser over voor circa driehonderdvijftigduizend euro. Na één seizoen bij Darmstadt verkaste hij opnieuw.
Ditmaal betaalde Hannover 96 ongeveer twee miljoen euro voor hem en Esser zette zijn handtekening onder een verbintenis voor de duur van drie seizoenen. De doelman speelde slechts drie competitieduels in zijn eerste seizoen bij Hannover, waar hij Philipp Tschauner voor zich moest dulden. In het seizoen 2018/19 kwam Esser vaker in actie. Tijdens het jaar erna speelde hij één wedstrijd in de eerste seizoenshelft, waarna 1899 Hoffenheim hem overnam. Een half seizoen later keerde hij terug bij Hannover. Medio 2021 verkaste Esser transfervrij naar zijn oude club VfL Bochum. In december 2022 werd zijn verbintenis opengebroken en verlengd tot medio 2024. Na afloop van dit contract besloot Esser op zesendertigjarige leeftijd een punt achter zijn actieve loopbaan te zetten.

## Clubstatistieken
| Seizoen | Club            | Competitie    | Competitie | Competitie | Beker | Beker | Internationaal | Internationaal | Totaal | Totaal |
| Seizoen | Club            | Competitie    | Wed.       | Dlp.       | Wed.  | Dlp.  | Wed.           | Dlp.           | Wed.   | Dlp.   |
| ------- | --------------- | ------------- | ---------- | ---------- | ----- | ----- | -------------- | -------------- | ------ | ------ |
| 2011/12 | VfL Bochum      | 2. Bundesliga | 1          | 0          | 0     | 0     | —              | —              | 1      | 0      |
| 2012/13 | VfL Bochum      | 2. Bundesliga | 3          | 0          | 1     | 0     | —              | —              | 4      | 0      |
| 2013/14 | VfL Bochum      | 2. Bundesliga | 4          | 0          | 0     | 0     | —              | —              | 4      | 0      |
| 2014/15 | VfL Bochum      | 2. Bundesliga | 16         | 0          | 0     | 0     | —              | —              | 16     | 0      |
| 2015/16 | Sturm Graz      | Bundesliga    | 36         | 0          | 3     | 0     | 2              | 0              | 41     | 0      |
| 2016/17 | Darmstadt 98    | Bundesliga    | 28         | 0          | 2     | 0     | —              | —              | 30     | 0      |
| 2017/18 | Hannover 96     | Bundesliga    | 3          | 0          | 1     | 0     | —              | —              | 4      | 0      |
| 2018/19 | Hannover 96     | Bundesliga    | 32         | 0          | 1     | 0     | —              | —              | 33     | 0      |
| 2019/20 | Hannover 96     | 2. Bundesliga | 1          | 0          | 0     | 0     | —              | —              | 1      | 0      |
| 2019/20 | 1899 Hoffenheim | Bundesliga    | 0          | 0          | 0     | 0     | —              | —              | 0      | 0      |
| 2020/21 | Hannover 96     | 2. Bundesliga | 29         | 0          | 1     | 0     | —              | —              | 30     | 0      |
| 2021/22 | VfL Bochum      | Bundesliga    | 3          | 0          | 1     | 0     | —              | —              | 4      | 0      |
| 2022/23 | VfL Bochum      | Bundesliga    | 0          | 0          | 0     | 0     | —              | —              | 0      | 0      |
| 2023/24 | VfL Bochum      | Bundesliga    | 0          | 0          | 0     | 0     | —              | —              | 0      | 0      |
| Totaal  | Totaal          | Totaal        | 156        | 0          | 10    | 0     | 2              | 0              | 168    | 0      |